# マーゴラス＝レヴィンチンの定理
マーゴラス＝レヴィンチンの定理（マーゴラス＝レヴィンチンのていり、Margolus–Levitin theorem）は、量子計算（厳密には計算の全ての形態）の根源的な限界を与える。この定理によると、量子コンピュータの処理速度は一秒あたりエネルギーのジュールあたり6 × 1033 演算を越えることはできない。この定理は、マーゴラス (en) およびレヴィンチン (en) により見いだされた。
エネルギーEの量子系は、ある状態からその直交状態へ遷移するのに少なくとも{\displaystyle {\frac {h}{4E}}}の時間を要する。ここでh = 6.626 × 10−34 joules/hertz はプランク定数である。
この定理は、量子計算以外の分野でも興味深いものである。例えば、それはホログラフィック原理、デジタル物理学、シミュレーテッドリアリティ、数学的宇宙仮説、および汎計算主義と関連している。